# Itzhak Fintzi

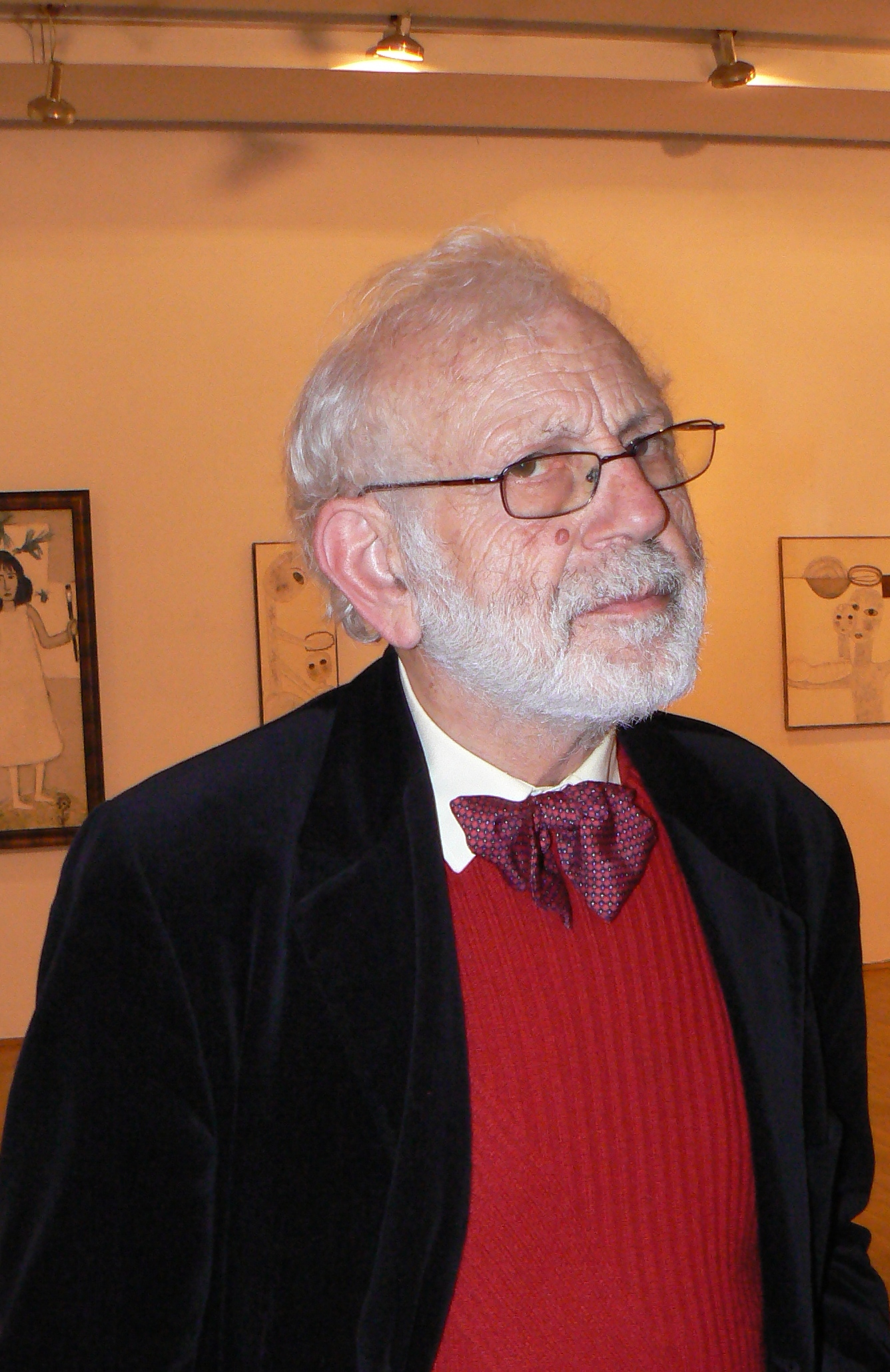
Itzhak Fintzi (2010)

Itzhak Sami Fintzi (auch Itzhak Finzi, bulgarisch Ицхак Сами Финци) bekannter als Izko Finzi (bulgarisch Ицко Финци; * 25. April 1933 in Sofia) ist ein bulgarischer Film- und Theaterschauspieler.

## Leben und Karriere
Fintzi wuchs in Sofia auf, wo er bis 1955 die Nationale Akademie für Theater- und Filmkunst besuchte.
1959 gab er sein Filmdebüt unter der Regie von Konrad Wolf in der deutsch-bulgarischen Co-Produktion Sterne. Ab den 1970er Jahren bis in die 2010er Jahre hinein war er in Bulgarien ein vielbeschäftigter Schauspieler. International trat er in Filmen wie Operation Delta Force 4: Deep Fault (1999) und Uprising – Der Aufstand (2001) in Erscheinung.
Fintzi ist der Vater des Schauspielers Samuel Finzi. 2017 wurde er im Alter von 83 Jahren Vater einer Tochter.

## Filmografie (Auswahl)
- 1959: Sterne (Звезди)
- 1971: Das Ende des Liedes (Краят на песента)
- 1973: Altweibersommer (Сиромашко лято)
- 1973: Das letzte Wort
- 1973: Zählung der Wildhasen
- 1975: Die Gartenparty
- 1977: Es gibt nur eine Erde
- 1978: Zehn Tage Fasten
- 1980: Csontvary – Lebensbilder eines Malers (Csontváry)
- 1980: The Rain of Paris (Kurzfilm)
- 1983: König für einen Tag (Господин за един ден)
- 1983: Konstantin Filosof
- 1985: Die Beurteilung
- 1987: Es waren einmal ein Hund und eine Katze
- 1990: Das Lager
- 1991: Reserwat
- 1993: Fatale Zärtlichkeit
- 1995: Elle
- 1995: Neuschwanstein sehen und sterben (Kurzfilm)
- 1996: Später Vollmond
- 1998: Der Mädchenmord
- 1999: Operation Delta Force 4: Deep Fault
- 2000: City of fear – Stadt in Angst
- 2000: Hundepension
- 2001: Ein Rattendasein (Fernsehfilm)
- 2001: Uprising – Der Aufstand
- 2007: Das Haus der Lerchen
- 2009: Das Vaterspiel
- 2012: Before the night is gone (Kurzfilm)
- 2016: König Opa (Kurzfilm)
- 2018: The Motorbike (Motorut)